# Anis Ben Chouikha
Anis Ben Chouikha (arabisch أنيس بن شويخة, DMG Anīs b. Šuwayḫa, * 17. September 1975 in Tunis) ist ein ehemaliger tunesischer Fußballspieler, der langjähriger Kapitän des CS Hammam-Lif war.
Er ist Rekordspieler des Vereins und erzielte 2001 im ersten Pokalfinale, das im Stade Hammadi Agrebi stattfand, das entscheidende 1:0-Siegtor gegen den Étoile Sportive du Sahel. Dieser Treffer war zugleich das erste Tor in der Geschichte des neu eröffneten Stadions.

## Erfolge
- Tunesischer Pokalsieger: 2001
- Zweitliga-Meister: 1997, 2000